# Die Kirche steht gegründet

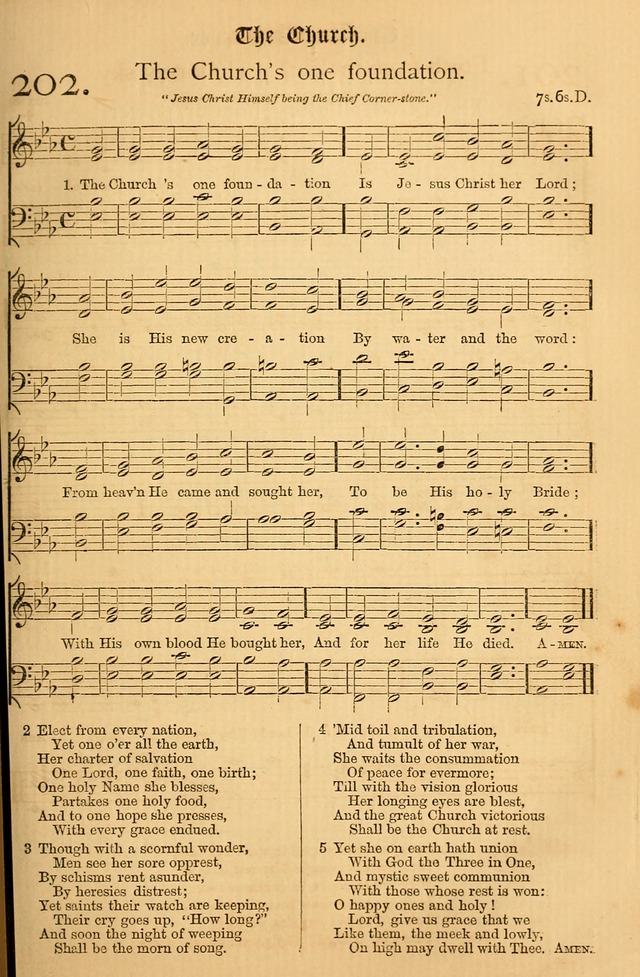
The Church’s one foundation in einem amerikanischen Gesangbuch (1872)

Die Kirche steht gegründet ist ein Kirchenlied, das in neueren deutschsprachigen Gesangbüchern enthalten ist (Evangelisches Gesangbuch. 264; Gotteslob. 482). Es basiert auf Anna Thekla von Welings Nachdichtung des englischen The Church’s one foundation von Samuel John Stone und wird wie dieses nach der Melodie Aureliaⓘ von Samuel Sebastian Wesley gesungen.

## Text

### Entstehung und Inhalt
Samuel John Stone, Geistlicher der Kirche von England, schrieb den im Original siebenstrophigen Text für seine 1866 erschienene Lyra Fidelium, einen Zyklus von zwölf Liedern zu den zwölf Artikeln des Apostolischen Glaubensbekenntnisses mit kommentierenden Bibelstellen. Als Anlass der Abfassung gilt ein zeitgenössischer inneranglikanischer Streit um das Bibelverständnis. Stone erwähnt davon jedoch in seinem Vorwort nichts, sondern formuliert ein rein katechetisches Anliegen.
The Church’s one foundation ist die Entfaltung des neunten Credo-Artikels: [Credo] sanctam Ecclesiam catholicam, Sanctorum communionem – „[Ich glaube] an die heilige katholische Kirche, die Gemeinschaft der Heiligen.“ Die erste Strophe handelt von Jesus Christus als Fundament und „Bräutigam“ der Kirche, die zweite von ihrer weltumspannenden Katholizität, zusammengehalten durch die Eucharistie, die dritte von ihrer Unüberwindlichkeit, die vierte von ihren Leiden – Spott und Spaltungen –, die fünfte von ihrer Hoffnung auf himmlischen Frieden nach dem Erdenstreit, die sechste von ihrer Verbundenheit mit den Vollendeten, und die siebte ist eine Bitte um das Erreichen der ewigen Herrlichkeit.
Schon für die 1868er Ausgabe von Hymns Ancient and Modern kürzte Stone den Text um die dritte sowie die zweiten Hälften der sechsten und siebten Strophe, sodass eine fünfstrophige Version entstand. Diese liegt der Nachdichtung von Anna Thekla von Weling (1898) zugrunde, von der wiederum nur drei Strophen – 1, 2 und 5, letztere leicht geändert – die heutige ö-Fassung bilden.

### Heutiger Wortlaut
1. Die Kirche steht gegründet

allein auf Jesus Christ,

sie, die des großen Gottes

erneute Schöpfung ist.

Vom Himmel kam er nieder

und wählte sie zur Braut,

hat sich mit seinem Blute

ihr ewig angetraut.

2. Erkorn aus allen Völkern,

doch als ein Volk gezählt,

ein Herr ist’s und ein Glaube,

ein Geist, der sie beseelt,

und einen heilgen Namen

ehrt sie, ein heilges Mahl,

und eine Hoffnung teilt sie

kraft seiner Gnadenwahl.

3. Schon hier ist sie verbunden

mit dem, der ist und war,

hat selige Gemeinschaft

mit der Erlösten Schar.

Mit denen, die vollendet,

zu dir, Herr, rufen wir:

Verleih, dass wir mit ihnen

dich preisen für und für.

## Melodie
Die Melodie von Samuel Sebastian Wesley erschien zuerst 1864 in der von ihm und Charles Kemble herausgegebenen Selection of Psalms and Hymns. Sie war dort dem Text Jerusalem the Golden zugeordnet und erhielt darum den Namen Aurelia – „Goldene“. Die Erwartung weckenden Tonwiederholungen des Anfangs und der unvermittelte Sextaufschwung in der zweiten Zeile geben ihr einen sehnsüchtigen Charakter, der besonders zu den eschatologischen Passagen von The Church’s one foundation passt. Mit diesem Text erschien die Melodie erstmals 1868 im Druck. Bereits im Jahr zuvor waren Text und Melodie bei der ersten Lambeth-Konferenz aller anglikanischen Bischöfe in London als Einzugslied gesungen worden.